# نورة محمد جمعة
سعادة نورة محمد عبدالحميد جمعة، سفيرة دولة الإمارات العربية المتحدة لدى جمهورية فنلندا سابقا وسفيرة لدى جمهورية لاتفيا حاليا.
بدأت نورة محمد عبدالحميد جمعة تأدية مهامها الوظيفية في منصب سفيرة لدولة الإمارات لدى جمهورية فنلندا في 23 مارس 2017 ثم في 13 أغسطس من عام 2024 قدمت أوراق اعتمادها لتولي منصب سفيرة لدى جمهورية لاتفيا وما تزال تشغل هذا المنصب حتى الآن.
استلمت قبل توليها سفيرة لدولة الإمارات لدى جمهورية فنلندا، منصب القنصل العام لدولة الإمارات في مدينة ميلانو بإيطاليا، من مايو 2013 إلى يناير 2017 كذلك شغلت منصب القنصل العام لدولة الإمارات في شنغهاي بالصين، بين أكتوبر 2009 ويناير 2013.
كما شغلت عدة مناصب إدارية عليا في دائرة التنمية الاقتصادية، ولدى مؤسسة دبي لرعاية النساء والأطفال.
تحمل نوره جمعة درجة الماجستير التنفيذي في إدارة الأعمال من جامعة هيرتفوردشاير في المملكة المتحدة، والدبلوم العالي في العلوم المالية والمصرفية من كليات التقنية العليا في دولة الإمارات العربية المتحدة.

### 24 مارس 2017
استلم رئيس فنلندا ساولي نينيستو أوراق اعتماد نورة محمد جمعة، السفيرة الجديدة لدولة الإمارات العربية المتحدة في فنلندا.
خلال الاجتماع الذي عُقد في القصر الرئاسي في هلسنكي، نقلت السفيرة نورة تحيات رئيس دولة الإمارات العربية المتحدة، صاحب السمو الشيخ خليفة بن زايد آل نهيان، ونائب الرئيس، رئيس مجلس الوزراء وحاكم دبي، صاحب السمو الشيخ محمد بن راشد آل مكتوم، وصاحب السمو الشيخ محمد بن زايد آل نهيان، ولي عهد أبوظبي ونائب القائد الأعلى للقوات المسلحة، وتمنياتهم للرئيس الفنلندي بالصحة الجيدة. كما نقلت تمنياتهم بتقدم وازدهار فنلندا وشعبها. أكدت السفيرة حرص قيادة دولة الإمارات على تعزيز العلاقات الثنائية مع فنلندا.
طلب الرئيس نينيستو من السفيرة نقل تحياته إلى رئيس دولة الإمارات ونائب الرئيس وولي عهد أبوظبي، بالإضافة إلى الحكومة والشعب الإماراتي. كما تمنى لها النجاح في مهمتها الجديدة.

### 13 أغسطس 2024
في 13 أغسطس 2024، قدمت نورة محمد عبد الحميد جمعة أوراق اعتمادها كسفيرة لدولة الإمارات العربية المتحدة لدى جمهورية لاتفيا إلى إيغدارس رينكيفيكس، رئيس جمهورية لاتفيا، خلال مراسم أقيمت في القصر الرئاسي بالعاصمة ريجا.
خلال الاجتماع، نقلت السفيرة جمعة تحيات رئيس دولة الإمارات، صاحب السمو الشيخ محمد بن زايد آل نهيان، وصاحب السمو الشيخ محمد بن راشد آل مكتوم، نائب رئيس الدولة، رئيس مجلس الوزراء وحاكم دبي، وصاحب السمو الشيخ منصور بن زايد آل نهيان، نائب رئيس الدولة، نائب رئيس مجلس الوزراء ورئيس ديوان الرئاسة، إلى الرئيس رينكيفيكس، مع تمنياتهم بمزيد من التقدم والازدهار للحكومة وشعب لاتفيا.
من جانبه، نقل الرئيس رينكيفيكس تحياته إلى سمو الشيخ محمد بن زايد آل نهيان، وسمو الشيخ محمد بن راشد آل مكتوم، وسمو الشيخ منصور بن زايد آل نهيان، معبراً عن تمنياته بمزيد من التقدم والنمو للحكومة والشعب الإماراتي. كما تمنى الرئيس رينكيفيكس النجاح للسفيرة في مهمتها لتعزيز العلاقات الثنائية بين البلدين في مختلف المجالات، مؤكداً استعداد بلاده لتقديم الدعم اللازم لتسهيل مهامها.
بدورها، أعربت نورة جمعة عن فخرها بتمثيل الإمارات في لاتفيا، وأكدت حرصها على تعزيز التعاون عبر مختلف القطاعات بما يساهم في تعزيز الروابط بين البلدين.